# Microregione di Seridó Oriental Paraibano
Seridó Oriental Paraibano è una microregione dello Stato di Paraíba in Brasile, appartenente alla mesoregione di Borborema.

## Comuni
Comprende 9 comuni:
- Baraúna
- Cubati
- Frei Martinho
- Juazeirinho
- Nova Palmeira
- Pedra Lavrada
- Picuí
- São Vicente do Seridó
- Tenório